# Куршиновичский сельсовет
Куршиновичский сельсовет — упразднённая административная единица на территории Ляховичского района Брестской области Беларуси. Упразднён в 2013 году, его населённые пункты включены в состав Гончаровского сельсовета.

## Состав
Куршиновичский сельсовет включал 13 населённых пунктов:
- Гайнин — деревня.
- Гайнинец — деревня.
- Гащин — деревня.
- Кулени — деревня.
- Куршиновичи — деревня.
- Низкие — деревня.
- Новые Буды — деревня.
- Ососы — деревня.
- Совейки — деревня.
- Староселье — деревня.
- Старые Буды — деревня.
- Тальминовичи — агрогородок.
- Хотяж — деревня.